# Christoph Gottlob Heinrich
Christoph Gottlob Heinrich auch irrig: Christian Gottlieb Heinrich (* 14. August 1748 in Dahlen (Sachsen); † 24. Mai 1810 in Jena) war ein deutscher Historiker.

## Leben
Christoph Gottlob war der Sohn des Lehrers der Stadtschule in Dahlen Johann Christoph Heinrich. Möglicherweise hatte er wie sein Bruder, der evangelische Geistliche Christian Gottfried Heinrich, die Kreuzschule in Dresden besucht. Am 18. Mai 1767 immatrikulierte er sich an der Universität Leipzig, wo er beabsichtigte die Rechte zu studieren. Jedoch widmete er sich den geschichtlichen Studien und erwarb sich am 14. August 1778 den akademischen Grad eines Magisters der Philosophie. Danach wurde er außerordentlicher Professor der Philosophie in Leipzig und erhielt am 19. Januar 1782 einen Ruf als Professor der Geschichte an der Universität Jena. Diese Aufgabe trat er 9. März 1782 mit einer Abhandlung über die Struktur Deutschlands an. Während seiner achtundzwanzigjährigen Jenaer Wirkungsphase, wurde er 1790 zum Hofrat von Sachsen-Weimar-Eisenach ernannt und beteiligte sich an den organisatorischen Aufgaben der Hochschule. So war er einige Male Dekan der philosophischen Fakultät und in den Sommersemestern 1791, 1800, 1808 Rektor der Alma Mater. Heinrich hatte seine Studien auf die Geschichte von Deutschland und die Geschichte einiger europäischer Staaten beschränkt.

## Werke
- Geschichte des teutschen Reichs. Riga 1778–1779, 3. Bde. (1. Bd.,  (Online); 2. Bd., (Online); 3. Bd., (Online);)
- Sächsische Geschichte. Leipzig, 1780–1782, 2. Bde. (Bd. 1, (Online); Bd. 2, (Online);)
- Diss. de forma Imperii Rom. Germ. Pro Loco. Jena 1782 (Online)
- Teutsche Reichsgeschichte. Leipzig, 1787–1805, 9. Bde. (1. Bd., 1787, (Online); 2. Bd., 1787, (Online); 3. Bd., 1789, (Online); 4. Bd., 1791, (Online); 5. Bd., 1793, (Online); 6. Bd., 1795, (Online); 7. Bd., 1797, (Online); 8. Bd., 1799, (Online); 9. Bd., 1805, (Online);)
- Handbuch der deutschen Reichsgeschichte. Leipzig 1800, (Online); 1818
- Geschichte von Frankreich. Leipzig, 1802–1804, 3. Bde. (1. Bd., 1802, (Online); 2. Bd., 1803, (Online); 3. Bd., 1804, (Online)); Hamburg 1807;
- Geschichte von England. Leipzig, 1806–1810, 4. Bde. (1. Bd., 1806, (Online); 2. Bd., 1807, (Online); 3. Bd., 1808, (Online); 4. Bd., 1810, (Online);)
- Handbuch der sächsischen Geschichte. Leipzig, 1810–1812 (1. Bd., 1810, (Online); 2. Bd. 1812 (Online);)

## Weblink
- Werke von und über Christoph Gottlob Heinrich in der Deutschen Digitalen Bibliothek